# 六氟-2-丁炔
六氟-2-丁炔，英语缩写作HFB，是一种碳氟化合物，化学结构为CF3C=CCF3。六氟-2-丁炔是一种特别亲电的乙炔衍生物，因此是狄尔斯–阿尔德反应的有效亲双烯体。

## 合成和反应
六氟-2-丁炔由四氟化硫与丁炔二酸作用或氟化钾与六氯丁二烯反应制得。
该化合物与硫反应生成3,4-双(三氟甲基)-1,2-二硫杂环丁烯。
六氟-2-丁炔和二硫硝鎓（NS+
2）环加成得到1,2,5-二噻唑鎓阳离子。该衍生物可被还原为7个电子中性自由基。这种特殊的1,3,5-二噻唑也是可以固态、液态和气态获得的自由基的罕见例子。作为气体，它是蓝色的。